# Гаркушино (Омская область)
Гаркушино — деревня в Москаленском районе Омской области. В составе Роднодолинского сельского поселения.

## История
Основана в 1910 году. В 1928 году деревня Горькушино состояла из 59 хозяйств, основное население — белоруссы. Центр Горькушинского сельсовета Москаленского района Омского округа Сибирского края.

## Население
| 2010 |
| ---- |
| 43   |